# Clément Noël
Clément Noël (* 3. Mai 1997 in Remiremont) ist ein französischer Skirennläufer. Er ist auf die Disziplin Slalom spezialisiert und gehört in ihr seit der Saison 2018/19 zu den besten Läufern der Welt. Sein größter Erfolg ist der Gewinn der Goldmedaille bei den Olympischen Winterspielen 2022.

## Biografie

### Beginn der Karriere
Der Sohn des Ingenieurs Jean-Christophe Noël und von Laurence Noël wuchs im Dorf Le Ménil im Département Vosges auf. Das Skifahren erlernte er im nahe gelegenen Wintersportgebiet von Ventron, wo er dem örtlichen Skiclub US Ventron angehörte. Aufgrund zahlreicher Erfolge bei Jugendrennen wurde Noël zu Beginn der Saison 2012/13 vom Verein CS Val-d’Isère abgeworben, wo ihm deutlich mehr Trainingsmöglichkeiten zur Verfügung standen. Drei Jahre lang lebte er bei der Familie des Konditors Patrick Chevallot, einem Meilleur Ouvrier de France. 2016 schloss er das wissenschaftliche Baccalauréat ab. Anschließend absolvierte er ein Wirtschaftsstudium an der Université Savoie-Mont-Blanc in Annecy.
Im November 2013 nahm Noël als 16-Jähriger erstmals an FIS-Rennen teil. Seine ersten Einsätze im Europacup folgten zwei Monate später. Beim Europäischen Olympischen Winter-Jugendfestival, das im Januar 2015 in Liechtenstein stattfand, klassierte er sich im Slalom als Fünfter. Zwei Monate später überraschte er in Hafjell bei seiner ersten Teilnahme an Juniorenweltmeisterschaften mit dem vierten Platz im Slalom – hinter Henrik Kristoffersen, Marco Schwarz und AJ Ginnis, die alle zwei oder drei Jahre älter waren als er. Im Dezember 2015 konnte Noël zum ersten Mal ein FIS-Rennen gewinnen, im März 2016 den französischen Juniorenmeistertitel der Kategorie U21.

### Rascher Aufstieg
Sein Debüt im Weltcup hatte Noël am 11. Dezember 2016 beim Slalom von Levi, wo er im ersten Durchgang ausschied. Die ersten Punkte in einem Europacup-Slalom sammelte er am 11. Februar 2017 mit Platz 9 in Zakopane. Zum Abschluss der Saison 2016/17 wurde er überraschend französischer Slalom-Meister und ließ dabei bekannte Rennläufer wie Victor Muffat-Jeandet, den zweifachen Weltmeister Jean-Baptiste Grange oder Julien Lizeroux hinter sich. Nach der Aufnahme in die Nationalmannschaft und einer guten Saisonvorbereitung in Südamerika fuhr Noël am 10. Dezember 2017 im Slalom von Val-d’Isère auf den 20. Platz und gewann damit seine ersten Weltcuppunkte. Drei Tage später stand er in Obereggen erstmals auf dem Podest eines Europacuprennens.
Zu Beginn des Jahres 2018 stieß Noël bereits an die Weltspitze vor. Am 21. Januar fuhr er am Ganslernhang in Kitzbühel mit der hohen Startnummer 47 auf den achten Platz, wobei er im zweiten Durchgang elf Plätze gutmachte. Er rückte damit in der Weltcup-Startliste unter die besten 30 vor und zwei Tage später doppelte er mit Platz 6 beim Nightrace in Schladming nach. Anfang Februar gewann er bei den Juniorenweltmeisterschaften 2018 in Davos in überlegener Manier und mit über zweieinhalb Sekunden Vorsprung auf Alex Vinatzer die Slalom-Goldmedaille. Noël nahm daraufhin an den Olympischen Winterspielen 2018 in Pyeongchang teil. Als Viertplatzierter des Slaloms verpasste er die Bronzemedaille um lediglich vier Hundertstelsekunden. Ebenfalls Vierter wurde er im abschließenden Mannschaftswettbewerb mit dem französischen Team, das im Duell um die Bronzemedaille den Norwegern unterlag. Ein weiterer vierter Platz folgte Anfang März beim Weltcupslalom von Kranjska Gora. Beim Weltcupfinale in Åre fuhr das französische Team im Mannschaftswettbewerb auf Platz 2; Noël setzte sich in allen seinen Läufen durch und trug damit wesentlich zu seiner ersten Podestplatzierung bei. Obwohl er seit über vier Monaten keinen Riesenslalom mehr bestritten hatte, errang er den französischen U21-Meistertitel in dieser Disziplin.

### Etablierung an der Weltspitze

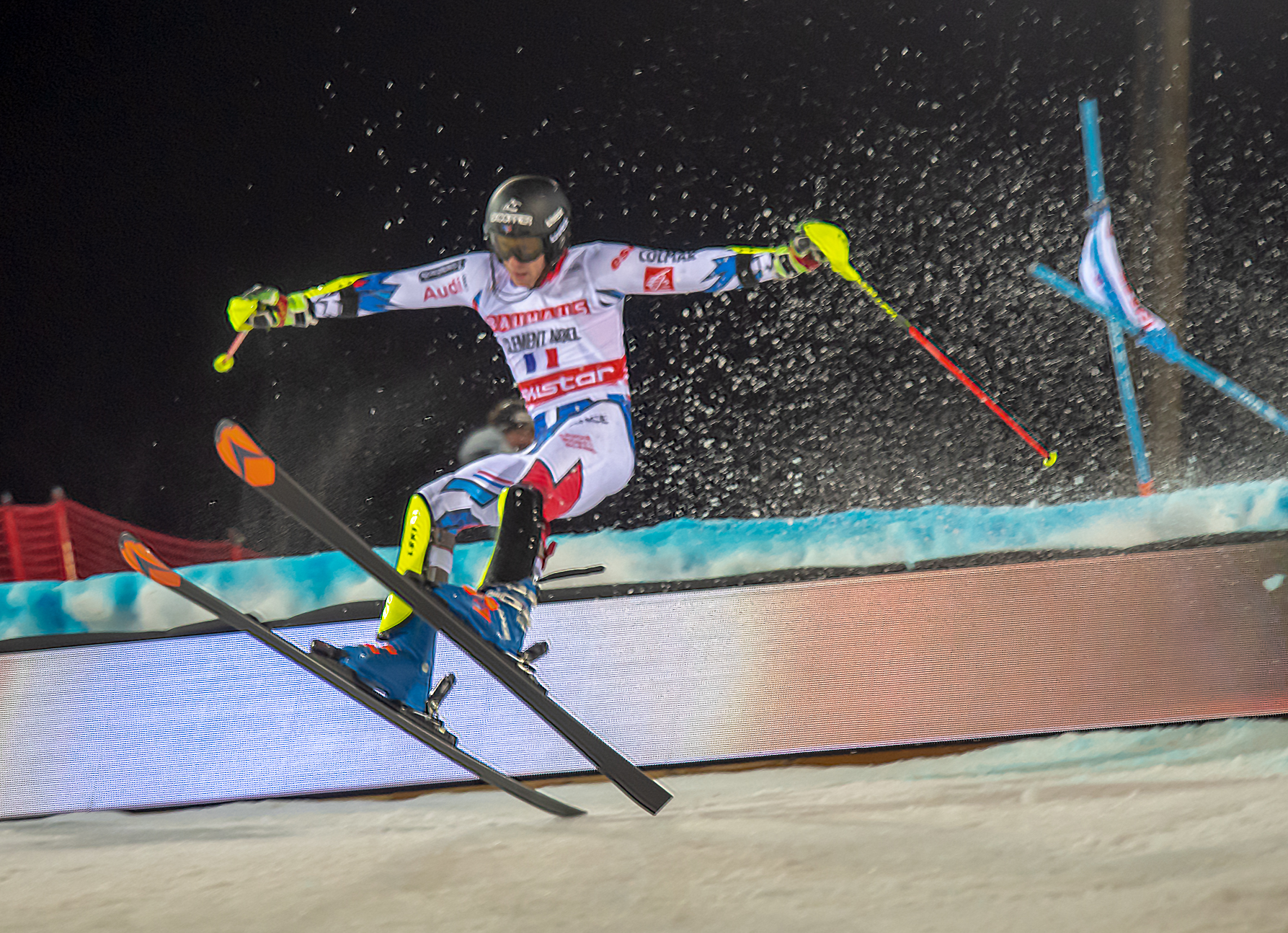
Noël beim City Event in Stockholm am 19. Februar 2019

Im Juli 2018 schloss er sich dem französischen Zoll-Team an, um von der staatlichen Spitzensportförderung zu profitieren. Zu Beginn der Weltcupsaison 2018/19 zeigte er zunächst sehr unkonstante Leistungen, konnte sich dann aber nach dem Jahreswechsel markant steigern. Die erste Podestplatzierung in einem Einzelrennen gelang ihm am 13. Januar, als er am Chuenisbärgli in Adelboden hinter Marcel Hirscher den zweiten Platz belegte. Eine Woche später, am 20. Januar 2019, feierte Noël beim Lauberhornslalom in Wengen seinen ersten Weltcupsieg, vor Manuel Feller und Hirscher, womit er eine fünfjährige Durststrecke ohne französischen Slalomsieg beendete. Sein zweiter Sieg folgte am 26. Januar in Kitzbühel, wo er Hirscher und Alexis Pinturault auf die weiteren Podestplätze verweisen konnte. Nach Jean-Claude Killy (1967), Patrick Russel (1970), Jean-Noël Augert (1972) und Jean-Baptiste Grange war er der fünfte Franzose, der das Wengen-Kitzbühel-Double schaffte.
Den Slalom bei den Weltmeisterschaften 2019 in Åre beendete er auf dem siebten Platz. Zum Abschluss der Saison gewann er den Slalom von Soldeu, womit er in der Disziplinenwertung den zweiten Platz belegte. Auch im darauf folgenden Weltcupwinter 2019/20 belegte Noël den zweiten Platz in der Disziplinenwertung, wobei er am Ende nur zwei Punkte hinter Henrik Kristoffersen lag. Er gewann in Zagreb, Wengen und Chamonix, hinzu kamen drei weitere Podestplätze. Noël nahm im Februar 2019 in Åre erstmals an Weltmeisterschaften teil. Im Mannschaftswettbewerb wurde er Fünfter, während er im Slalom als Siebtplatzierter unter den hohen Erwartungen blieb. Ein weiterer Sieg gelang ihm am 17. März beim Weltcupfinale in Soldeu, in der Slalom-Disziplinenwertung belegte er hinter Hirscher den zweiten Platz. Ebenso entschied er vor Loïc Meillard die Wertung des besten Rennläufers unter 23 Jahren für sich. Zum Saisonende gewann Noël zum zweiten Mal den französischen Slalom-Meistertitel. Ebenso siegte er in La Plagne bei der dritten Ausgabe von Super Slalom (längstes Slalomrennen der Welt mit 4 Kilometern und 320 Toren) vor Pinturault und Lizeroux, dem Organisator dieser Veranstaltung.

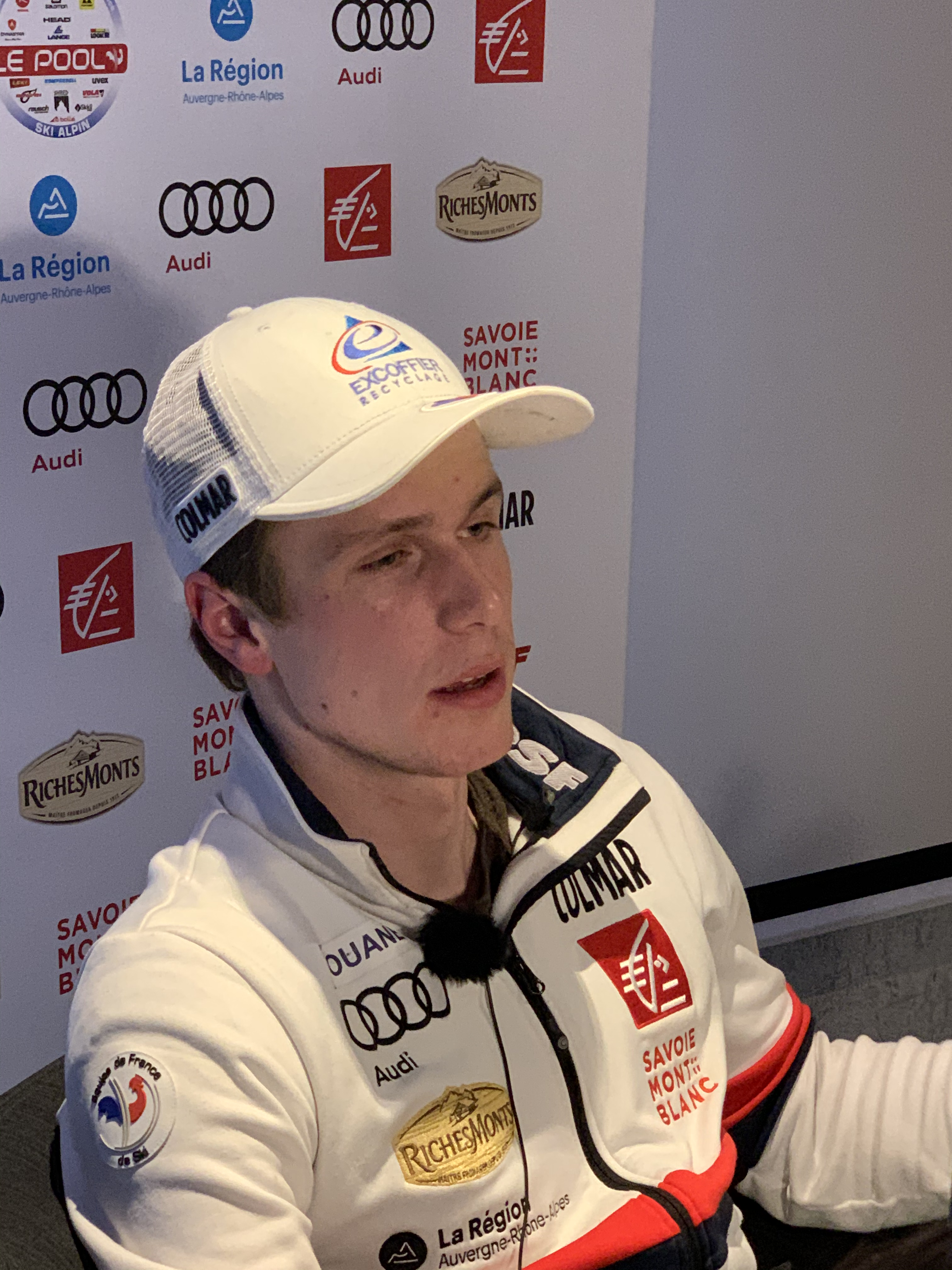
Clément Noël in Chamonix (Februar 2020)

Aufgrund von Rückenbeschwerden reiste Noël im September 2019 vorzeitig aus dem Trainingslager in Ushuaia nach Frankreich zurück. Trotz dieser Beeinträchtigung eröffnete er zwei Monate später die Slalom-Weltcupsaison 2019/20 mit einem zweiten Platz in Levi. Im Januar 2020 folgten Siege in Zagreb und Wengen sowie je ein dritter Platz in Madonna di Campiglio und Kitzbühel. Beim Nightrace in Schladming am 28. Januar unterlief ihm im ersten Durchgang ein schwerer Fehler und er qualifizierte sich als 30. gerade noch für den zweiten Durchgang. In diesem fuhr er die mit Abstand beste Zeit und verbesserte sich um 26 Positionen. Anfang Februar siegte er im Slalom von Chamonix und rückte damit in der Disziplinenwertung bis auf zwei Punkte an Kristoffersen heran. Da die noch ausstehenden Rennen wegen schlechter Wetterbedingungen und der COVID-19-Pandemie abgesagt werden mussten, blieb es bei diesem Endstand. Zum zweiten Mal entschied Noël jedoch die U23-Gesamtwertung für sich, diesmal vor Marco Odermatt.
In der Saison 2020/21 versuchte Noël, auch im Riesenslalom Fuß zu fassen, hatte damit aber nur geringen Erfolg. Sein bestes Ergebnis in dieser Disziplin war Platz 30 in Kranjska Gora, wofür er einen einzigen Weltcuppunkt erhielt. Als Vorbereitung auf den Slalom-Weltcup bestritt er Mitte Dezember einen Europacup-Slalom im Fassatal, den er auch gewann. Paradoxerweise handelte es sich um seinen ersten Sieg in dieser untergeordneten Rennserie. In den ersten Slalom-Weltcuprennen dieses Winters hatte er zunächst etwas Mühe und vergab mit fehlerhaften zweiten Läufen mögliche Podestplätze. Mitte Januar fand er wieder zu seiner gewohnten Form zurück. Nach zwei zweiten Plätzen in Flachau und Schladming siegte er am 30. Januar bei sehr schwierigen Wetterbedingungen in Chamonix. Enttäuschend verliefen hingegen die Weltmeisterschaften 2021 in Cortina d’Ampezzo. Nach dem ersten Durchgang auf Platz 5 liegend, passiert ihm ein schwerwiegender Fehler, sodass er mit über zehn Sekunden Rückstand auf Platz 21 zurückfiel. Gegen Ende der Saison siegte er in Kranjska Gora vor Muffat-Jeandet, während er beim Weltcupfinale in Lenzerheide auf den zweiten Platz fuhr. Wie schon in den beiden Wintern zuvor klassierte er sich in der Disziplinenwertung als Zweiter, diesmal hinter Marco Schwarz.

### Olympiasieg trotz Unbeständigkeit
Die Weltcupsaison 2021/22 verlief durchzogen. Noëls Versuche, sich auch im Riesenslalom zu etablieren, waren erneut nicht erfolgreich. Beim ersten Weltcupslalom des Winters in Val-d’Isère am 12. Dezember fuhr er hingegen in beiden Durchgängen die Bestzeit und gewann das Rennen überlegen mit 1,40 Sekunden Vorsprung auf Kristoffer Jakobsen. Mit seinen insgesamt neunten Slalomsieg zog er mit Patrick Russel gleich; somit ist Jean-Noël Augert der einzige Franzose, der in dieser Disziplin noch mehr Siege aufweist. Beim nachfolgenden Slalom in Madonna di Campiglio führte Noël deutlich, schied dann aber im zweiten Durchgang am letzten Tor vor der Ziellinie aus. Auch in den vier nächsten Rennen blieb er deutlich unter seinen Möglichkeiten, weshalb er vor den Olympischen Winterspielen 2022 nicht unbedingt zum engeren Favoritenkreis zählte. Vor der Abreise nach Peking erklärte er, dass seine momentane Schwächephase allein eine Frage des fehlenden Selbstvertrauens sei, das er aber wiedergefunden habe. Auf der Ice-River-Piste im Wintersportgebiet Yanqing lag Noël am 16. Februar bei Halbzeit auf Platz 6. Im zweiten Durchgang fuhr er die klare Bestzeit, überholte alle vor ihm liegenden Konkurrenten und gewann die olympische Goldmedaille vor dem Halbzeitführenden Johannes Strolz und Sebastian Foss Solevåg. In dieser Disziplin wurde er neben Jean-Claude Killy und Jean-Pierre Vidal zum dritten französische Olympiasieger. Die restliche Saison war wieder von fehlender Konstanz geprägt: Im Weltcup standen einem zweiten Platz in Flachau drei Ausfälle gegenüber. Zum Abschluss gewann er seinen dritten französischen Meistertitel, ebenso den Super Slalom in La Plagne.
Aufgrund der ungewöhnlich vielen Ausfälle begann Noël die Saison 2022/23 außerhalb der Topgruppe der Weltcup-Startliste. Die Unbeständigkeit setzte sich fort, denn in drei der vier ersten Rennen schied er wiederum aus, während er Anfang Januar in Garmisch-Partenkirchen den dritten Platz belegte. Nach ansprechenden Top-10-Ergebnissen in Wengen und Kitzbühel, die er nach eigenen Worten mit „angezogener Handbremse“ erzielt hatte, gelang ihm am 24. Januar in Schladming der zehnte Weltcupsieg seiner Karriere. Bei den Weltmeisterschaften 2023 in Courchevel verpasste er im Slalom als Viertplatzierter die Bronzemedaille um lediglich drei Hundertstelsekunden. Daraufhin folgten erneut drei Ausfälle im Weltcup, ehe er Ende März seinen nationalen Meistertitel vom Vorjahr verteidigte.

## Erfolge

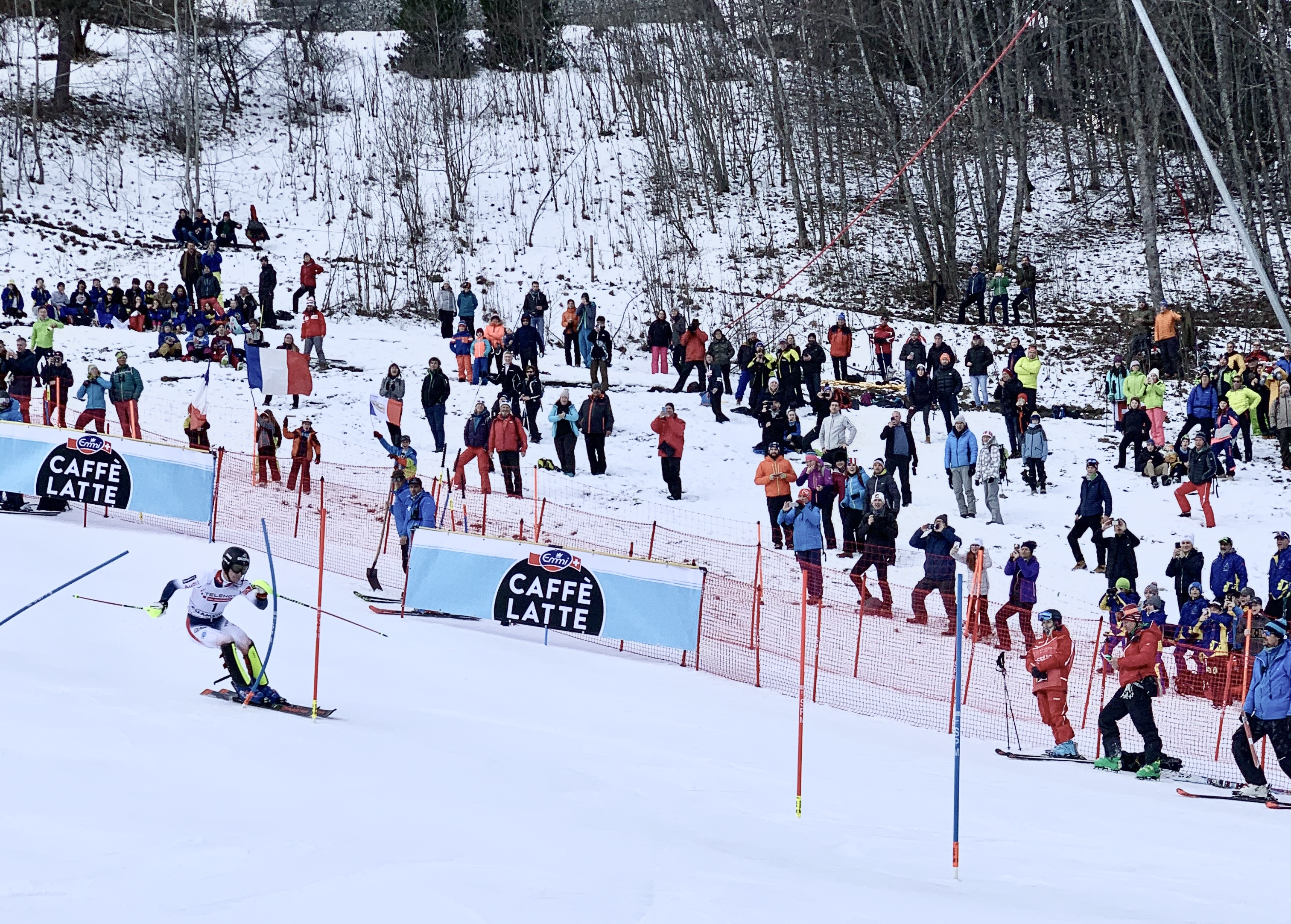
Beim Weltcupslalom in Chamonix (2020)

### Olympische Spiele
- Pyeongchang 2018: 4. Slalom, 4. Mannschaftswettbewerb
- Peking 2022: 1. Slalom

### Weltmeisterschaften
- Åre 2019: 5. Mannschaftswettbewerb, 7. Slalom
- Cortina d’Ampezzo 2021: 21. Slalom
- Courchevel 2023: 4. Slalom

### Weltcup
- 28 Podestplätze in Einzelrennen, davon 14 Siege:

| Datum             | Ort           | Land       | Disziplin |
| ----------------- | ------------- | ---------- | --------- |
| 20. Januar 2019   | Wengen        | Schweiz    | Slalom    |
| 26. Januar 2019   | Kitzbühel     | Österreich | Slalom    |
| 17. März 2019     | Soldeu        | Andorra    | Slalom    |
| 5. Januar 2020    | Zagreb        | Kroatien   | Slalom    |
| 19. Januar 2020   | Wengen        | Schweiz    | Slalom    |
| 8. Februar 2020   | Chamonix      | Frankreich | Slalom    |
| 30. Januar 2021   | Chamonix      | Frankreich | Slalom    |
| 14. März 2021     | Kranjska Gora | Slowenien  | Slalom    |
| 12. Dezember 2021 | Val-d’Isère   | Frankreich | Slalom    |
| 24. Januar 2023   | Schladming    | Österreich | Slalom    |
| 17. November 2024 | Levi          | Finnland   | Slalom    |
| 24. November 2024 | Gurgl         | Österreich | Slalom    |
| 11. Januar 2025   | Adelboden     | Schweiz    | Slalom    |
| 26. Januar 2025   | Kitzbühel     | Österreich | Slalom    |

- 1 Podestplatz bei Mannschaftswettbewerben

### Weltcupwertungen
| Saison  | Gesamt | Gesamt | Riesenslalom | Riesenslalom | Slalom | Slalom |
| Saison  | Platz  | Punkte | Platz        | Punkte       | Platz  | Punkte |
| ------- | ------ | ------ | ------------ | ------------ | ------ | ------ |
| 2017/18 | 44.    | 156    | –            | –            | 18.    | 156    |
| 2018/19 | 11.    | 551    | –            | –            | 2.     | 551    |
| 2019/20 | 12.    | 550    | –            | –            | 2.     | 550    |
| 2020/21 | 12.    | 554    | 60.          | 1            | 2.     | 553    |
| 2021/22 | 31.    | 257    | –            | –            | 9.     | 257    |
| 2022/23 | 28.    | 292    | –            | –            | 8.     | 292    |
| 2023/24 | 16.    | 397    | –            | –            | 5.     | 397    |
| 2024/25 | 8.     | 606    | –            | –            | 4.     | 606    |

### Europacup
- 3 Podestplätze, davon 2 Siege:

| Datum             | Ort      | Land    | Disziplin |
| ----------------- | -------- | ------- | --------- |
| 17. Dezember 2020 | Fassatal | Italien | Slalom    |
| 16. Dezember 2021 | Fassatal | Italien | Slalom    |

### Juniorenweltmeisterschaften
- Hafjell 2015: 4. Slalom
- Davos 2018: 1. Slalom

### Weitere Erfolge
- 3 französische Meistertitel: Slalom 2017, 2019 und 2022
- 1 französischer Juniorenmeistertitel (Slalom 2016)
- Europäisches Olympisches Winter-Jugendfestival 2015: 4. Mannschaftswettbewerb, 5. Slalom
- Gewinner des Super Slalom 2019 und 2022
- 7 Siege in FIS-Rennen

## Ehrungen
Im März 2022 wurde Noël zum Ritter der Ehrenlegion ernannt.